# Karykatura
Karykatura (wł. caricatura) – świadomie przedstawienie osoby, zjawiska lub przedmiotu w sposób zdeformowany, które ma na celu podkreślenie negatywnego charakteru elementów, właściwości, cech. Do osiągnięcia tego celu stosuje się hiperbolę, niektóre rzeczy i zjawiska mogą być natomiast pominięte lub uproszczone.
Terminem tym określa się także dzieło zawierające właśnie takie przedstawienie. Często jest to rysunek (zazwyczaj portret), rzadziej rzeźba (np. karykatury autorstwa Józefa Gosławskiego). Także forma literacka, gdzie sposób przedstawienia postaci literackiej, polega na wyolbrzymieniu i pełnym przesady wyjaskrawieniu pewnych cech jej wyglądu zewnętrznego lub postawy wobec życia, mający na celu ośmieszającą charakterystykę. Karykatura jest jednym z uprzywilejowanych instrumentów satyry.
Słowo karykatura jest także używane na określenie zniekształcenia, wykrzywienia właściwego, naturalnego charakteru kogoś lub czegoś (deformacja).

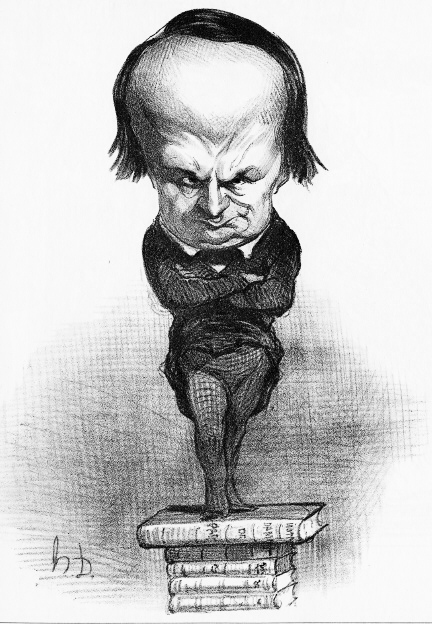
Karykatura Wiktora Hugo (Honoré Daumier)
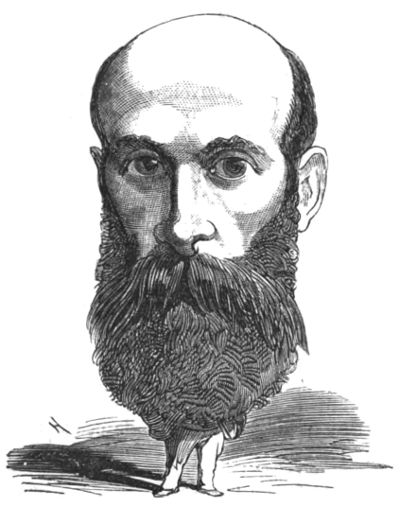
Karykatura Henriego Tolaina (George Lafosse)
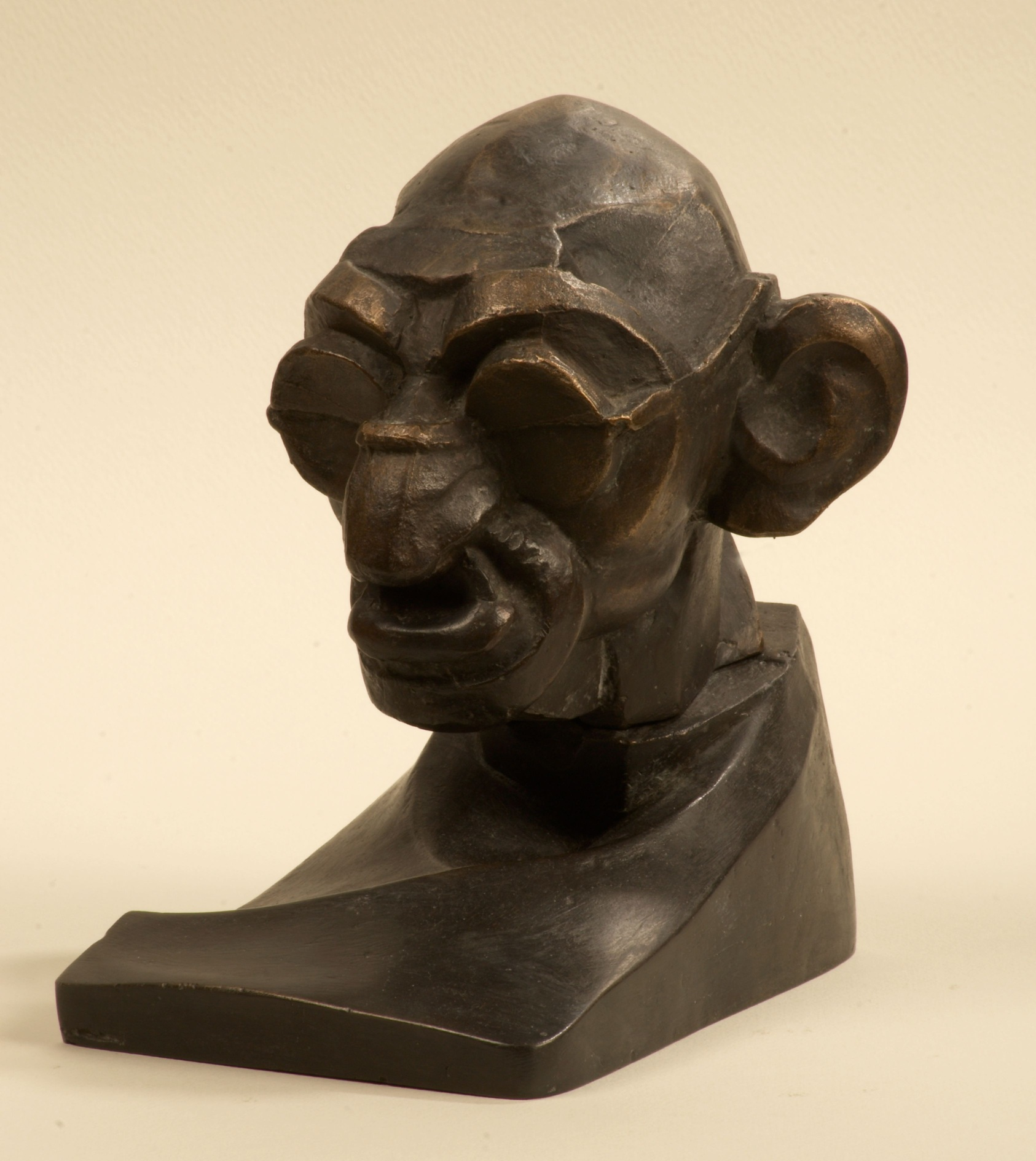
Karykatura Mahatmy Gandhiego (Józef Gosławski)
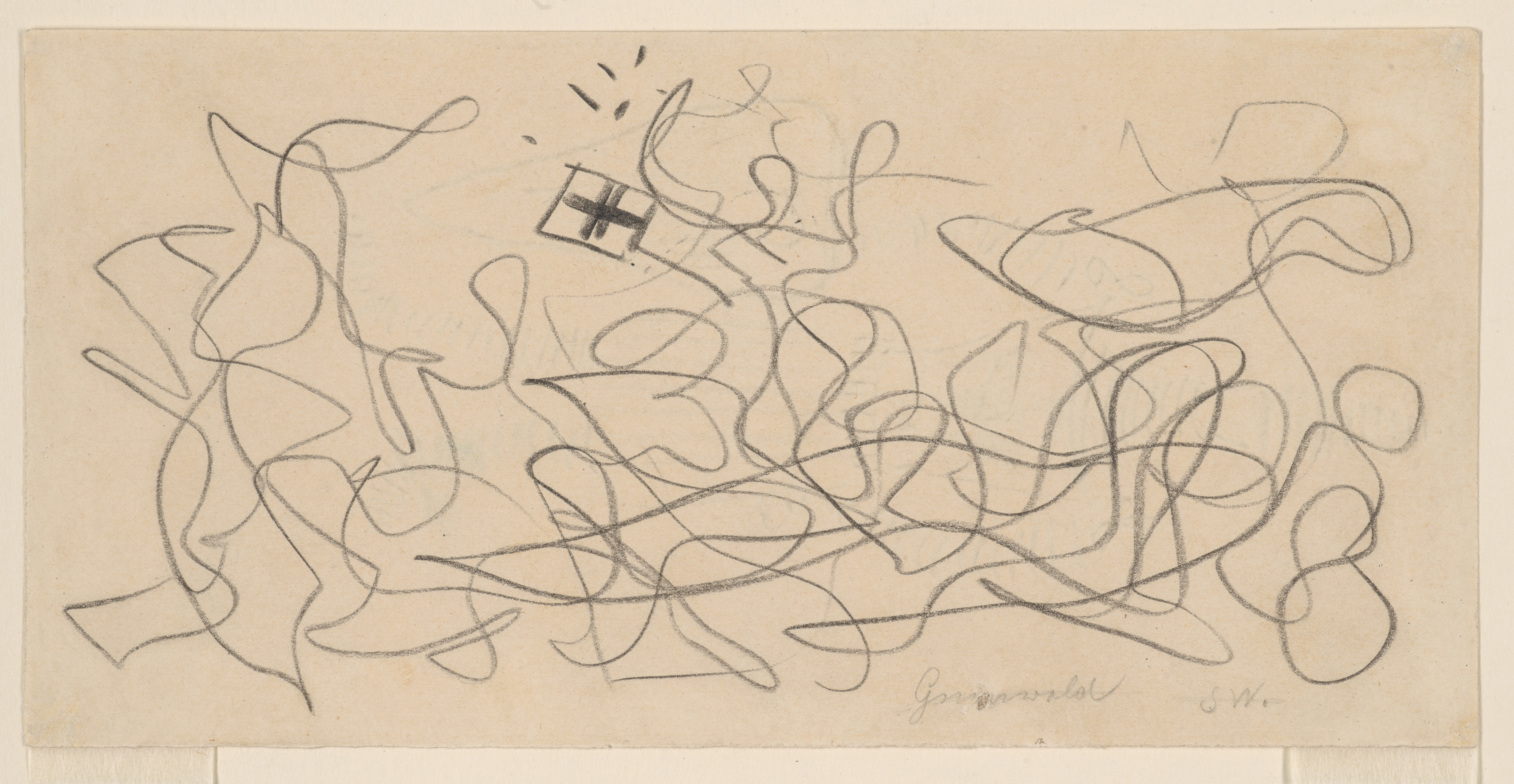
Karykatura Bitwy pod Grunwaldem Jana Matejki (Stanisław Wyspiański)